# Andrea Feldman
Andrea Feldman (Nueva York, Nueva York, 1 de abril de 1948 - ibídem, 8 de agosto de 1972) fue una actriz de cine estadounidense.

## Biografía
Andrea Feldman, nació en Nueva York en 1948. Era una atractiva rubia que se lució primero como modelo y luego como actriz.
Asistió a la "Escuela Quintano para Jóvenes Profesionales", una escuela secundaria para las artes escénicas.
Se pudo lucir en cine gracias a que fue una superestrella y figura exclusiva del renombrado Andy Warhol.
Era habitué de la trastienda de Max's Kansas City y del Hotel Chelsea. Fue pionera en una actuación que calificó de "Showtime", en la que realizó un estriptis en una mesa redonda, en el centro de una habitación.
Se autodenominada "Andrea Warhol" y era conocida por sus amigos como "Andy la loca ". Se destacaba por su voz chillona y un estilo de actuación histérico, e interpretaba a menudo personajes que se encontraban fuera de control. Era la mejor amiga de la también actriz Geraldine Smith.

## Filmografía
Actuó en tres películas de Warhol:
- 1967: **** o 24 Hour Movie
- 1967: Imitation of Christ..................... la novia del hijo
- 1970: Trash......................... chica rica adicta al LSD
- 1972: Heat...................... Jessica Todd

También participó en un documental de 1970 llamado Groupies, donde se refirió a sí misma por un apodo que le dio a los fanes de Warhol; Andrea "Whips" Feldman.
En el 2008 se la mencionó en el documental homenaje a Wharhol titulado Andy Warhol's Factory People.

## Suicidio
Feldman se hizo conocida por su dependencia a las drogas, en particular anfetaminas.
El 8 de agosto de 1972 a las 16.30 hs, se quitó la vida tras saltar desde la ventana del piso catorce del edificio de su apartamento en Nueva York del 51 de la Quinta Avenida. En sus manos tenía un rosario, una biblia y una lata de Coca-Cola. Doce días después de regresar de Europa, había convocado a varios exnovios, como el poeta Jim Carroll, al apartamento de sus padres para presenciar lo que ella llamó su "último papel protagonista". Dejó una nota que decía:

" Me dirijo para el gran momento. Estoy en mi camino hasta allí con James Dean y Marilyn Monroe"

Su abrupta decisión precedió al estreno de su última película, en la que ella tenía un papel mucho mayor que en las anteriores películas de Warhol, en la que interpretaba a la hija de la actriz Sylvia Miles. Su rendimiento obtuvo críticas positivas.
Según comentó Leee Black Childers, un artista y amigo de la actriz:

"Muchos actores que trabajaban para Warhol se hicieron pasar por locos, pero Andrea realmente lo era. Tenía un sin fin de dinero para todo, pero su salud mental estaba en serios problemas. Cuando ella sufría una crisis nerviosas, sus padres la enviaban a los hospitales estatales. Justo antes de que la película Heat se estrenara, ella sabía que estaba a punto de ser una estrella, entonces tuvo un ataque de nervios, y su médico le dijo a sus padres que lo que necesitaba era un trabajo. Recuerdo que decía "¿Qué se supone que debo hacer? ¿ser camarera?"".